# A50 (Groot-Brittannië)
De A50 is een weg in Engeland.
De weg verbindt Leicester via Derby en Stoke-on-Trent met Warrington en is 159,8 km lang.

## Hoofdbestemmingen

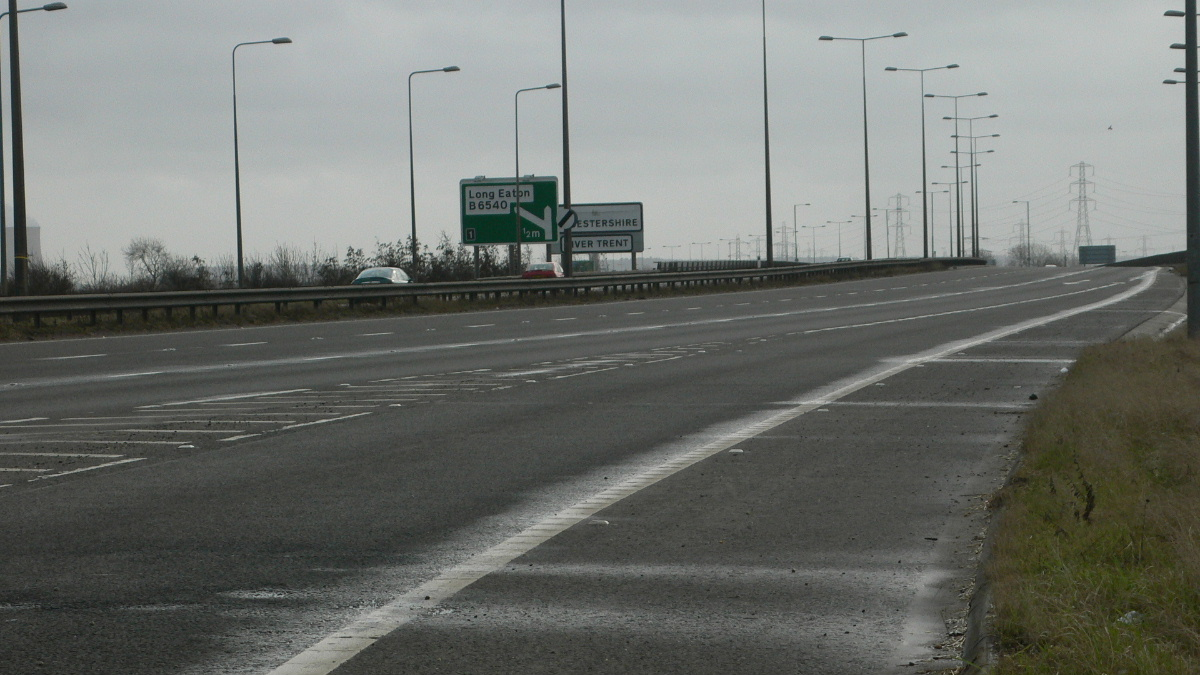
A50 ten westen van afrit 1

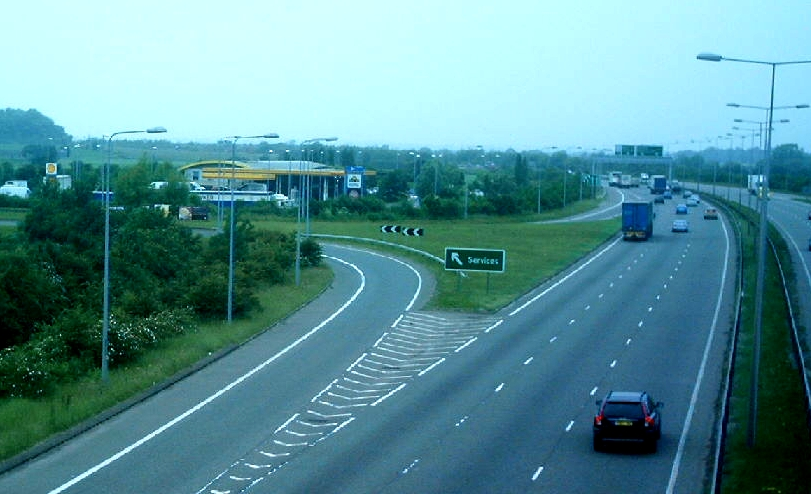
De Services aan de A50' '.

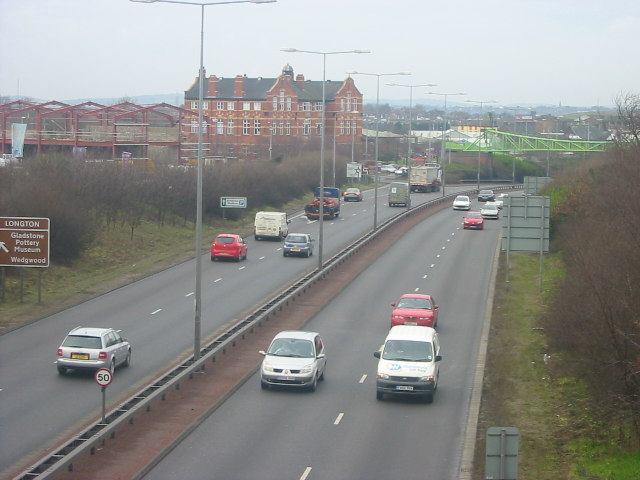
A50 nabij Longton.

- Leicester
- Derby
- Stoke-on-Trent
- Kidsgrove
- Warrington

Foto´s